# 春風亭小柳枝 (7代目)
七代目 春風亭 小柳枝（しゅんぷうてい こりゅうし、1921年1月2日 - 1962年9月27日）は、落語家。本名∶染谷 晴三郎。出囃子は『喜撰』。生前は日本芸術協会（現：落語芸術協会）、一時TBSの専属だった時期もある。俗に『染谷の小柳枝』。

## 経歴
- 出身は千葉県野田市。
- 1937年∶7代目林家正蔵門下で正平となる。
- 1939年∶6代目春風亭柳橋門下で青枝に改名。
- 1944年∶再度正蔵門下で正太郎と名乗る。
- 正蔵の死後は再度6代目柳橋門下で春風亭小柳枝を襲名し、真打昇進。

## 人物
軽く飄々とした芸風で「甲府い」「野ざらし」などを得意とした。大食漢であったが、それがもとで晩年は糖尿病と結核に悩まされたため、若くして没した。「医者から結核なので栄養をつけなきゃいけないってんですがね。そしたら糖尿がひどくなっちまうﾝで、あたしゃどうしたらいいんだ。」とこぼしていた。
性格は大変粗忽で物忘れ勘違いが多かったという。

## 弟子
- 春風亭小柳太 - 小柳枝死後六代目春風亭柳橋門下へ

## CD
- ビクター落語 七代目 春風亭小柳枝
- 落語 昭和の名人完結編 26　三升家小勝／三遊亭小圓朝／春風亭小柳枝（小学館、2012年2月）＊「馬の田楽」を収録。